# August Kiss

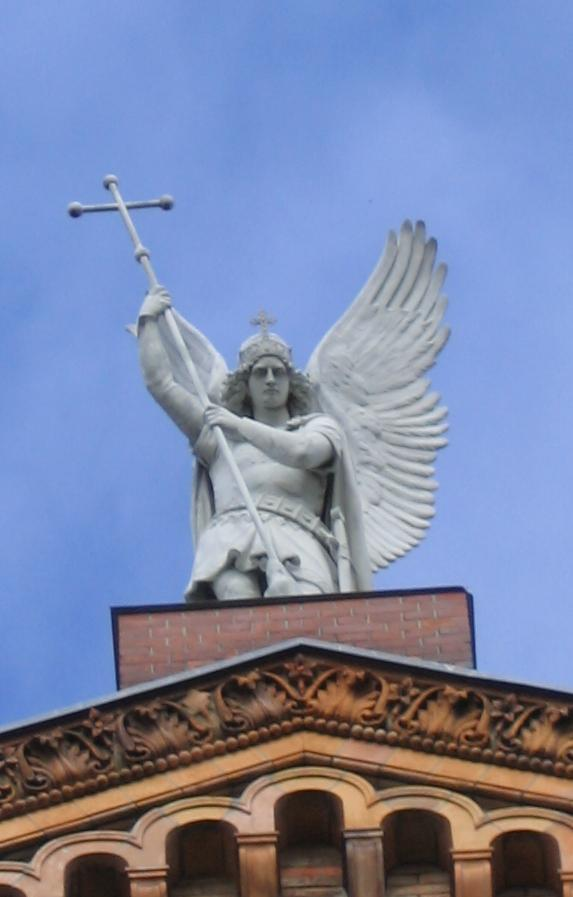
Ärkeängeln Mikael på Sankt-Michael-Kirche i Berlin.

August Karl Eduard Kiss, född 11 oktober 1802 i Paprotzan, Oberschlesien, död 14 mars 1865 i Berlin, var en tysk skulptör. 
Kiss var elev till Christian Daniel Rauch i Berlin och väckte stort uppseende med en kolossalgrupp av en ridande Amazon i strid med en panter (1839, i brons på trappan till Altes Museum, 1843). Han utförde sedan ryttarstoder av bland andra Fredrik II (1847, i Breslau) och Fredrik Vilhelm III (1851, i Königsberg), statyer till fots av sistnämnde kung (i Potsdam), av Hans Karl von Winterfeldt och Kurt Christoph von Schwerin (i Berlin på Wilhelmsplatz).